# Вяткин, Георгий Андреевич
Гео́ргий Андре́евич Вя́ткин (13 (25) апреля 1885, Омск — 8 января 1938, Новосибирск) — русский и советский прозаик, поэт, драматург, публицист. Активный участник литературных процессов в Сибири, один из основоположников современной сибирской литературы. Сибирский областник.

## Биография
Родился 13 (25) апреля 1885 года в Омске в семье старшего урядника — музыканта Омской казачьей станицы. Отец — Андрей Иванович, потомственный казак, мать — Александра Фоминична — швея. Семья была многодетной. В 1893 году семья Вяткиных переезжает в Томск, прозванный к тому времени «Сибирскими Афинами», для образования детей, прежде всего Николая и Георгия. В Томске в семье Вяткиных родились ещё 3 девочки, а вот жизнь старшего брата Николая оборвалась в августе 1910 года.
В 1899 году Георгий Вяткин окончил учительскую семинарию в Томске. Своё первое стихотворение «Не грусти, утомленный страданьем» опубликовал 9 января 1900 г. в газете «Сибирская жизнь», когда ему было всего 14 лет. В 15-16-летнем возрасте проработал один год сельским учителем в Томской губернии. В 1902 году поступил в Казанский учительский институт, но при переходе во второй класс был исключён за политическую неблагонадёжность и за составление эпиграмм на учебное начальство.
Георгий вернулся в Томск и с 1905 года работал в газете «Сибирская жизнь» корректором, репортёром, фельетонистом, рецензентом, секретарём редакции. Сотрудничал в ряде томских газет и в журналах «Сибирский наблюдатель», «Сибирский вестник», «Молодая Сибирь»; в газетах родного Омска и других городов Сибири. По своим умонастроениям Георгий Вяткин был близок к надпартийному политическому движению сибирских областников, хоть и не разделял крайних сепаратистских идей. В Томске он регулярно участвовал в работе кружков, под руководством Сибирского патриарха — Григория Николаевича Потанина. Собирались лучшие и талантливые люди со всей Сибири в том числе — Г. Д. Гребенщиков, В. И. Анучин, В. Я. Шишков, известный художник Г. И. Гуркин и многие другие. В 1905 году Вяткин был привлечён к суду по статье 129 Уложения о наказаниях («призыв к ниспровержению существующего строя»).
С 1906 года Вяткин печатался в большинстве литературных журналов России, таких как «Вестник Европы», «Ежемесячный журнал», «Русское богатство», «Летопись», «Нива», «Русская мысль», «Лебедь» и других. Часто ездил в Москву и Петроград. Активно участвовал в работе литературного общества «Среда» Н. Д. Телешова, позднее — в работе «Молодой среды». Постоянно занимался самообразованием.
Вяткин был близко знаком с И. А. Буниным, А. И. Куприным, А. А. Блоком, А. Н. Толстым, Б. К. Зайцевым, А. М. Горьким, В. Ф. Комиссаржевской и с другими крупными деятелями Серебряного века, а также с Роменом Ролланом. Со многими из них дружил, состоял с в переписке. Переписка с И. А. Буниным и А. М. Горьким продолжалась многие годы.
В 1907, 1909 и 1912 годах Вяткин выпустил в Томске свои первые стихотворные сборники — «Стихотворения», «Грёзы Севера» и «Под северным солнцем». 9 января 1910 года томские литераторы отмечали 10-летний юбилей творческой жизни Георгия Вяткина. 1907—1914 годах Вяткин много путешествовал: Москва, Санкт-Петербург, Финляндия, Крым. Несколько раз он посетил Алтай, написал немало путевых очерков о его природе, жителях, их обычаях и нравах. В селе Анос его принимает алтайский художник Г. И. Чорос-Гуркин, знакомый с Вяткиным по Томскому областническому кружку. В письме В. И. Анучину в июне 1912 года М. Горький писал:
«…Вот Вяткин у вас поэт! Читаю его стихи, и так хорошо на душе. Очень родные стихи…». Особенно понравился Горькому вяткинский «Сонет»:
«Мне кажется, что я
когда-то жил,
Что по земле брожу я
не впервые:
Здесь каждый камень
дорог мне и мил,
И все края давно -
давно родные.
Вином любви я душу
опьянил,
И в ней не меркнут
образы былые
И вечен в ней родник
грядущих сил.
- Да будет так! Да
здравствуют живые!
Пройдут часы, недели и
года,
Устану я, уйду во
мрак, истлею,
Но с миром не
расстанусь никогда.
Могильной тьме моя
душа чужда,
Влюбленный в жизнь, я
вновь воспламенею,
Мне кажется, я буду
жить всегда»
В 1912 г. Вяткину была присуждена Всероссийская литературная премия имени Н. В. Гоголя за лучший рассказ («Праздник»).
С начала 1914 года Вяткин около года проработал в газете «Утро» (Харьков). По заданию газеты, в качестве корреспондента, он выезжал на фронт Первой Мировой войны, откуда присылал репортажи о военных событиях. В Польше, в конце 1914 года, Вяткин, основываясь на показаниях очевидцев, описал военные преступления германских и австро-венгерских оккупантов против мирного польского населения (вошли в серию репортажей «По кровавым полям»). Тогда же он начал работу над патриотическим стихотворным циклом «Война».
В честь рыцарей правды, в честь павших борцов,
Героев и скромных, и смелых! -
Цветы на знамёна!
— восклицал Вяткин.
В октябре 1915 года Вяткин был призван в действующую армию, служил в составе санитарных отрядов Всероссийского союза городов. В 1915 г. назначен помощником уполномоченного 9-го врачебного отряда Юго-Западного фронта. В дальнейшем был заведующим санитарным транспортом, информатором комитета Северного фронта (1916 г.), помощником уполномоченного по информационной части, делопроизводителем Управления Комиссара Северного фронта (лето-осень 1917 г.). Проходил службу вместе с писателем Сашей Чёрным. В конце 1917 года демобилизован по указу как учитель. Он уезжает в Томск. Все военные годы Вяткин продолжал литературную деятельность, писал новые стихи о войне («Женщины с печальными глазами» и др.), статьи, в том числе несколько — под названием «С кровавых полей». В 1917 году выпустил сразу три книги — сборники стихов «Опечаленная радость» (Петроград), «Алтай» (Омск) и прозаическую «Золотые листья» (Петроград). Современники высоко оценили творчество Вяткина, он получал хорошие отзывы и рецензии на свои книги. Пьесы Вяткина ставились в театрах города Томска.
Не приняв Октябрьскую революцию с её глумлением над рыцарями правды и павшими борцами, Вяткин примкнул к эсеровскому подполью. В начале 1918 года был назначен секретарём секции по внешкольному образованию при школьном отделе Томской городской управы. После начала мятежа Чехо-Словацкого корпуса и массового антибольшевистского движения, летом 1918 года Вяткин вернулся из Томска в родной Омск. С июня 1918 года исполнял обязанности помощника управляющего Информационного бюро Временного Сибирского правительства, а после свержения Уфимской директории заведовал обзором печати при правительстве А. В. Колчака. Активно работал в издаваемых в Омске в период правления А. В. Колчака газетах «Заря» и «Русская Армия», журналах «Единая Россия», «Отечество», «Возрождение». Сопровождал Верховного правителя России в его поездке на Тобольский фронт осенью 1919 года. В 1919 году в Екатеринбурге выходит в свет одна из лучших книг Вяткина — «Раненая Россия». Вяткин активно работает в обществах «Архивы войны», «Архивы войны и революции», в Западно-Сибирском отделе Русского географического общества, читает публичные лекции по литературе.
Осенью 1919 года, после военных поражений Колчака и падения Омска, Вяткин принял участие в Сибирском Ледяном походе.
А в эти дни всего нужнее:
Не звать, не спорить, не кричать,
Но, от усталости бледнея,
Меча и чести не ронять.
 — писал Вяткин. В ходе отступления он, вместе с правительственными учреждениями, добрался в ноябре 1919 года до Иркутска, вскоре оккупированного частями 5-й Красной армии. Какое-то время исполнял обязанности заведующего Информационным подотделом Иркутского губпродкома и сотрудничал с местными газетами. 22 мая 1920 г. Вяткин был арестован по доносу и этапирован в Омск, где 5 августа 1920 г. приговорён Омским военно-революционным трибуналом к трём годам лишения избирательных прав и «общественному презрению».
С 1921 года Вяткин работал заведующим отделом Хроники газеты «Рабочий путь» (Омск), входил в состав президиума «Омской артели поэтов и писателей», принимал участие в создании омских журналов «Искусство». В 1924 году Георгий Вяткин благословил литературные начинания оренбургского казака С. Н. Маркова и опубликовал подборку его стихов в газете «Рабочий путь». Не исключено, что несколько позднее (в 1928—1932 году) Георгий Вяткин, уже имевший за плечами опыт подпольной работы, мог быть связан с литературной группой «Памир» и «Сибирской бригадой» (либо через посредство своего ученика С. Н. Маркова, либо через кого-то ещё). Но соответствующие обвинения ему официально не предъявлялись.
С 1925 года Вяткин работал в редакции журнала «Сибирские огни», печатался в журнале «Сибирь» (Ново-Николаевск). Вяткин — один из инициаторов созыва Съезда сибирских литераторов (март 1926 г.), действительный член Западно-Сибирского отдела Русского географического общества и Общества изучения Сибири и её производительных сил (1927).
В начале 1930-х годов Вяткин вошёл в редколлегию Сибирской советской энциклопедии. В 1933 году, после ареста других её создателей (П. К. Казаринова, Г. И. Черемных, В. Г. Болдырева и др.) и фактического распада первой редакции ССЭ и её президиума, Вяткин вошёл в рабочую редколлегию нового состава, являясь секретарём редакции. Все статьи за 1933—1937 годы, имеющиеся в архиве редакции ССЭ, несут его визу «Г. В.». В эти же годы Георгий Андреевич написал ряд статей для 4-го и 5-го томов.
Журналист Я. С. Донской, делегат I съезда писателей СССР, вспоминал: «Я знал Вяткина в 20-е годы по Сибири. Видел его на заседаниях литературной студии в Новосибирске. Он был небольшого роста, худощав, очень подвижен, речь его была искромётна и блестяща. Во всем угадывался поэт. Авторитетом он среди литераторов пользовался колоссальным. Можно сказать, что ни одно мероприятие в литературной жизни Сибири не проходило без его участия. Это была яркая и незабываемая фигура…».
На посту секретаря Вяткин проработал вплоть до самого закрытия энциклопедии, разгром которой в 1937 г. поставил точку и в судьбе самого Вяткина. Он был исключён из членов Западно-Сибирского краевого отделения Союза советских писателей, и не смог найти новой работы. 16 декабря 1937 года Вяткин был арестован органами НКВД Новосибирской области. Во время допросов подвергался пыткам. По сфальсифицированному обвинению в участии в контрреволюционной организации «Трудовая крестьянская партия» и иную (не расшифрованную) контрреволюционную деятельность приговорён к расстрелу. 8 января 1938 года приговор был приведён в исполнение.
Его семья вынуждена была долго скрываться от властей и сумела избежать репрессий. Вдове Марии Николаевне пришлось более двух лет прожить в разлуке с детьми в глухой деревушке в Тюменской области, чтобы не повторить участи мужа. Дети жили в Омске, у её родственников Афонских, на Лагерной улице, 141 (ныне улица Маршала Жукова). Перед Второй мировой войной Мария Николаевна вернулась в Омск, преподавала немецкий язык в разных школах. Пасынок Владимир в 1938 году поступил в Омский сельхозинститут на факультет гидротехники и после его окончания в 1943 году работал в Омской области, Омске, Москве, позднее уехал в Свердловск, был талантливым инженером-гидростроителем.
Реабилитирован Георгий Вяткин 12 июня 1956 года. От семьи скрыли истинный приговор и сообщили о смерти Вяткина от артериосклероза в 1941 году.

## Семья
1. Первая жена — Капитолина Васильевна Вяткина (Юрганова), (1892−1973), состоял в браке с 1915 по 1922 гг.; Омск, ученая-этнограф, сотрудник Музея
антропологии и этнографии (Кунсткамера), г. Санкт-Петербург
2. Вторая жена — Мария Николаевна Вяткина (Афонская), (1899—1987), состоял в браке с 1923 года до гибели в 1938 г.; Омск, Новосибирск, преподаватель немецкого языка
- сын (приёмный) — Владимир Георгиевич, (1920—1956), инженер-гидротехник
- дочь — Татьяна Георгиевна, (1925—2010), актриса, преподаватель русского языка и литературы
  - внук — Зубарев Андрей Евгеньевич, род. 1950, инженер
    - правнук — Зубарев Владислав Андреевич, род. 1974, инженер
      - праправнук — Иван, род. 2002

## Творчество
В газете «Сибирская жизнь» в 14 лет опубликовал своё первое стихотворение «Не грусти, утомлённый страданием».
Прижизненные издания:
1. В. В. Авчиникова (обзор Вяткина на брошюру) // «Сибирский наблюдатель». Книга 11-12 (ноябрь-декабрь). Томск. 1904.
2. Корабли // Молодая Сибирь. № 2. 7 марта 1909 года. Томск.
3. Об одной принцессе (сказочка) // Молодая Сибирь. № 3. 27 марта 1909 года. Томск.
4. Одиночество // «Сибирский наблюдатель». Книга 11-12 (ноябрь-декабрь). Томск. 1904.
5. «Стихотворения», Томск, 1907.
6. (Стихотворение без названия) // Сибирский наблюдатель. Книга 8 (август). Томск. 1902.
7. Художнику (стихотворение) // Сибирский наблюдатель. Книга 9 (сентябрь). Томск. 1902.
8. Стихотворения // Сибирский наблюдатель. Книга 10 (октябрь). Томск. 1902.
9. Стихотворения // Сибирский наблюдатель. Книга 11 (ноябрь). Томск. 1902.
10. Отчего? (стихотворение) // Сибирский наблюдатель. Книга 12 (декабрь). Томск. 1902.
11. «Грёзы Севера», Томск, 1909.
12. «Под северным солнцем», Томск, 1912.
13. «Алтай», Омск, 1917.
14. «Опечаленная радость», Петроград, 1917.
15. «Золотые листья», 1917.
16. «Раненая Россия», Екатеринбург, 1919.
17. «Как дети Буку искали», Омск, 1921.
18. «Чаша любви», Ново-Николаевск, 1923.
19. «Алтайские сказки», Новосибирск, 1926.
20. «Сказ о Ермаковом походе» (поэма) // «Сибирские огни». Новосибирск. 1927.
21. «Приключения китайского болванчика», Москва, 1929.
22. «Вчера», Новосибирск, 1933.
23. «Ребятам о Сибири», Новосибирск, 1933.
24. «Открытыми глазами» (роман) // «Сибирские огни». Новосибирск. 1936.

Издания после реабилитации:
1. «Стихи», Новосибирск, 1959
2. «Поэты годов», Новосибирск, 1965
3. «Суровый край России», Новосибирск, 1969
4. «Поэты Севера», Новосибирск, 1971
5. «Открытыми глазами», Омск, 1985
6. «Сказ о Ермаковом походе», Барнаул, 1985
7. «Сказки писателей Сибири», Омск, 1986
8. «Хохот жёлтого дьявола. Возвращение», Иркутск, 1986
9. «Сонет серебряного века», Москва, 1990
10. «О, колыбель моя, Сибирь», Томск, 1991
11. «Книга настроений», Томск, 1991
12. «Раненая Россия», Омск, 1992
13. «Русские сонеты», Минск

Публикации:
1. Кусочек омской общественности. Г. Вяткин // «Советская Сибирь». № 68 (1607). 25 марта 1925. Ново-Николаевск
2. Омский мединститут после пожара. Г. Вяткин // «Советская Сибирь». № 170 (1412). 27 июля 1924. Ново-Николаевск
3. Первомай в Омске. Г. Вяткин // «Советская Сибирь». № 99 (1638). 1 мая 1925. Ново-Николаевск
4. Фельетон. Песнь утешения. Этюд. Г. Вяткин // Сибирская торговая газета. № 189. 31 августа 1907 года. Тюмень.
5. Накануне. Г. Вяткин // Сибирская торговая газета. № 90. 22 апреля 1912 года. Тюмень.

и другие сборники и издания.
В 2007 г. в Омске издано собрание сочинений Георгия Вяткина в 5 томах. В 2012 г. в Омске вышел в свет дополнительный том к собранию сочинений Г. Вяткина.
В 2016 г. в Омске вышла в свет книга «Носите Родину в сердце» — биография Г. А. Вяткина, автор книги — внук писателя А. Е. Зубарев, во второй части книги «Из милого далека…» — не вошедшие в собрание сочинений произведения Г. А. Вяткина.
В 2016 г. вышла книга «Поэзия Белой столицы», в которой видное место занимают произведения Г. А. Вяткина.

## Афоризмы Вяткина
1. Нас былая Россия зовет,
2. Будь душою, как ребёнок,
Как мечтатель и поэт…
3. И даже, кровью истекая,
Гимн жизни радостно поёт
4. И первый тост наш за Сибирь!
За её красу и ширь.
5. Да будет ваша жизнь отрадна и легка…
6. Не плачь же, сердце моё! Воскресни!
7. Но тебя ли позабуду, тихий Север — вечный друг,
8. Но с нами Мысль. Но с нами Красота.
9. Но надо жить, но надо жить и мыслить.
10. Но пережитое — священно,
И отошедшее — светло.
11. О, Север мой, люблю тебя — до боли,
Верую в радость и счастье для всех.
12. Который раз свой путь благословляя…
13. Я верю, будет жизнь, как первый день свежа.
14. Кто дерзновенен был — тот вспыхнул не напрасно.
16. Я весь — порыв. Я весь — исканье.
Далёк мой Бог. Суров мой путь.
17. Мы не пророки, мы — предтечи
Пред тем, чьё имя — человек.
18. И негасимою лампадой перед Отчизной пламенеть.
19. Влюблённый в жизнь, я вновь воспламенею…
20. Вином любви я душу опьянил,
21. Текут века, покорны и безгневны.
Течёт вся жизнь — к печальной вечной мгле…
Но эта ночь, но этот голос древний…
Минувшее бессмертно на земле
22. Твои глаза — как звёзды ириса,
В которых нежится роса,
В которых тайно отразились
Своей улыбкой небеса.
23. Наше Мужество нас не покинет.
24. Что мир без творчества, и что без мира ты?
25.Все мы странники в мире Божьем,
26. Носите родину в сердце
27. Из милого далёка…

## Избранная библиография
- Сорокин А. Хохот жёлтого дьявола: Повесть, рассказы. Вяткин Г. Возвращение: Рассказы / Сост., примеч., послесл. Е. И. Беленького, В. М. Физикова. — Иркутск: Вост.-Сиб. кн. изд-во, 1986. — 464 с., ил. — 50 000 экз. — («Литературные памятники Сибири»).

## Награды
- Лауреат премии им. Н. В. Гоголя на Всероссийском литературном конкурсе (Москва, 1910) — за рассказ «Праздник».

## Память
- В 2002 году в Омске на бульваре Мартынова был установлен мемориальный камень Георгию Вяткину.
- Имя Георгия Вяткина носит муниципальная библиотека Омска.
- В 2004 г. имя Георгия Вяткина присвоено одной из улиц в городе Омске.
- Ежегодно в Омске в апреле проходят творческие конкурсы среди молодежи «Вяткинские чтения».